# Liste der Biografien/Geg
Liste der Biografien |
Portal Biografien |
Personensuche
# |
A |
B |
C |
D |
E |
F |
G |
H |
I |
J |
K |
L |
M |
N |
O |
P |
Q |
R |
S |
T |
U |
V |
W |
X |
Y |
Z |
?
 
Ga |
Gb |
Gc |
Gd |
Ge |
Gf |
Gh |
Gi |
Gj |
Gk |
Gl |
Gm |
Gn |
Go |
Gp |
Gq |
Gr |
Gs |
Gu |
Gv |
Gw |
Gy |
Gz
 
Gea |
Geb |
Gec |
Ged |
Gee |
Gef |
Geg |
Geh |
Gei |
Gej |
Gek |
Gel |
Gem |
Gen |
Geo |
Gep |
Ger |
Ges |
Get |
Geu |
Gev |
Gew |
Gex |
Gey |
Gez
Die Liste der Biografien führt alle Personen auf, die in der deutschsprachigen Wikipedia einen Artikel haben. Dieses ist eine Teilliste mit 41 Einträgen von Personen, deren Namen mit den Buchstaben „Geg“ beginnt.

## Geg

### Gega
- Gega, Luiza (* 1988), albanische Leichtathletin
- Gega, Skënder (* 1963), albanischer Fußballspieler
- Gegaj, Ado (* 1958), bosnischer Turbofolk-Sänger
- Geganius Macerinus, Titus, römischer Konsul 492 v. Chr.
- Geganius, Macerinus Marcus († 431 v. Chr.), mehrfach gewählter römischer Konsul (435 v. Chr. bis 437 v. Chr.)
- Gegauf, Karl Friedrich (1860–1926), Schweizer Unternehmer
- Gégauff, Paul (1922–1983), französischer Drehbuchautor, Schriftsteller und Filmschauspieler
- Gegauff, Sébastien (1862–1935), deutsch-französischer Politiker, MdL und Senator

### Gege
- Gegello, Alexander Iwanowitsch (1891–1965), russischer Architekt und Hochschullehrer
- Gegenbauer, Erwin (* 1961), österreichischer Essig- und Bierbrauer
- Gegenbauer, Franz Xaver (1764–1827), österreichischer Lehrer und Komponist
- Gegenbauer, Leopold (1849–1903), österreichischer Mathematiker
- Gegenbauer, Martin (* 1949), deutscher Orgelbauer
- Gegenbauer, Werner (* 1950), deutscher Unternehmer, Wirtschafts- und FußballfunktionärWerner Gegenbauer (* 1950)

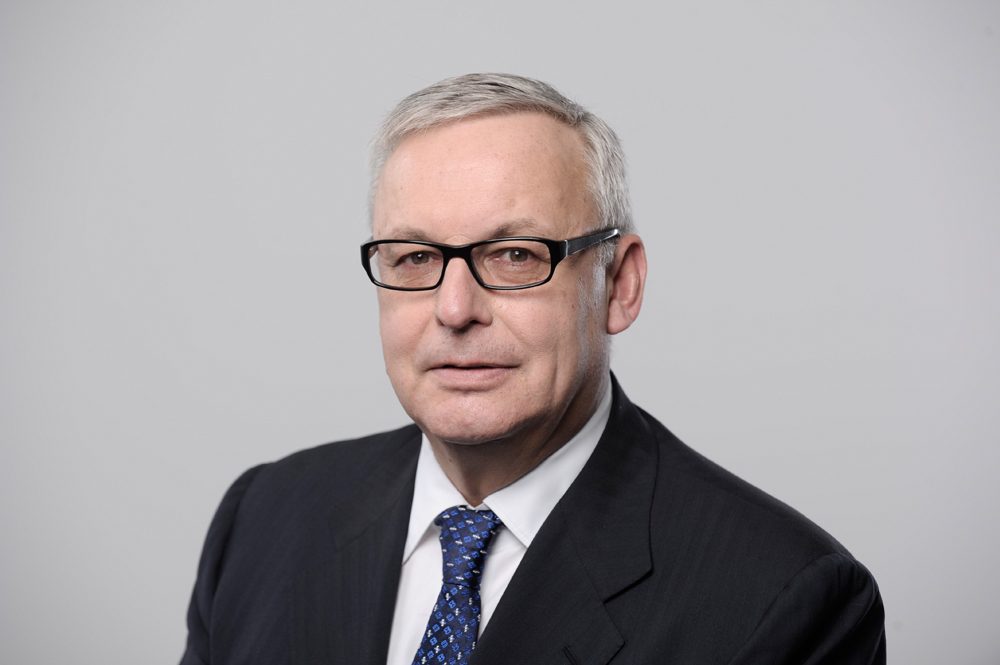
Werner Gegenbauer (* 1950)

- Gegenbaur, Carl (1826–1903), deutscher Arzt, Zoologe und Evolutionsbiologe
- Gegenbaur, Joseph Anton von (1800–1876), deutscher Maler
- Gegenfurtner, Andreas (* 1959), deutscher Polizist und Behördenleiter
- Gegenfurtner, Karl R. (* 1961), deutscher Psychologe und Hochschullehrer
- Gegenfurtner, Wilhelm (* 1946), katholischer Priester
- Gegenheimer, Simon (* 1988), deutscher Radsportler
- Gegenhuber, Sonia (* 1970), australische Fußballspielerin
- Gegenhuber, Thomas, österreichischer Ökonom und Hochschullehrer
- Gegenschatz, Ueli (1971–2009), Schweizer ExtremsportlerUeli Gegenschatz (1971–2009)

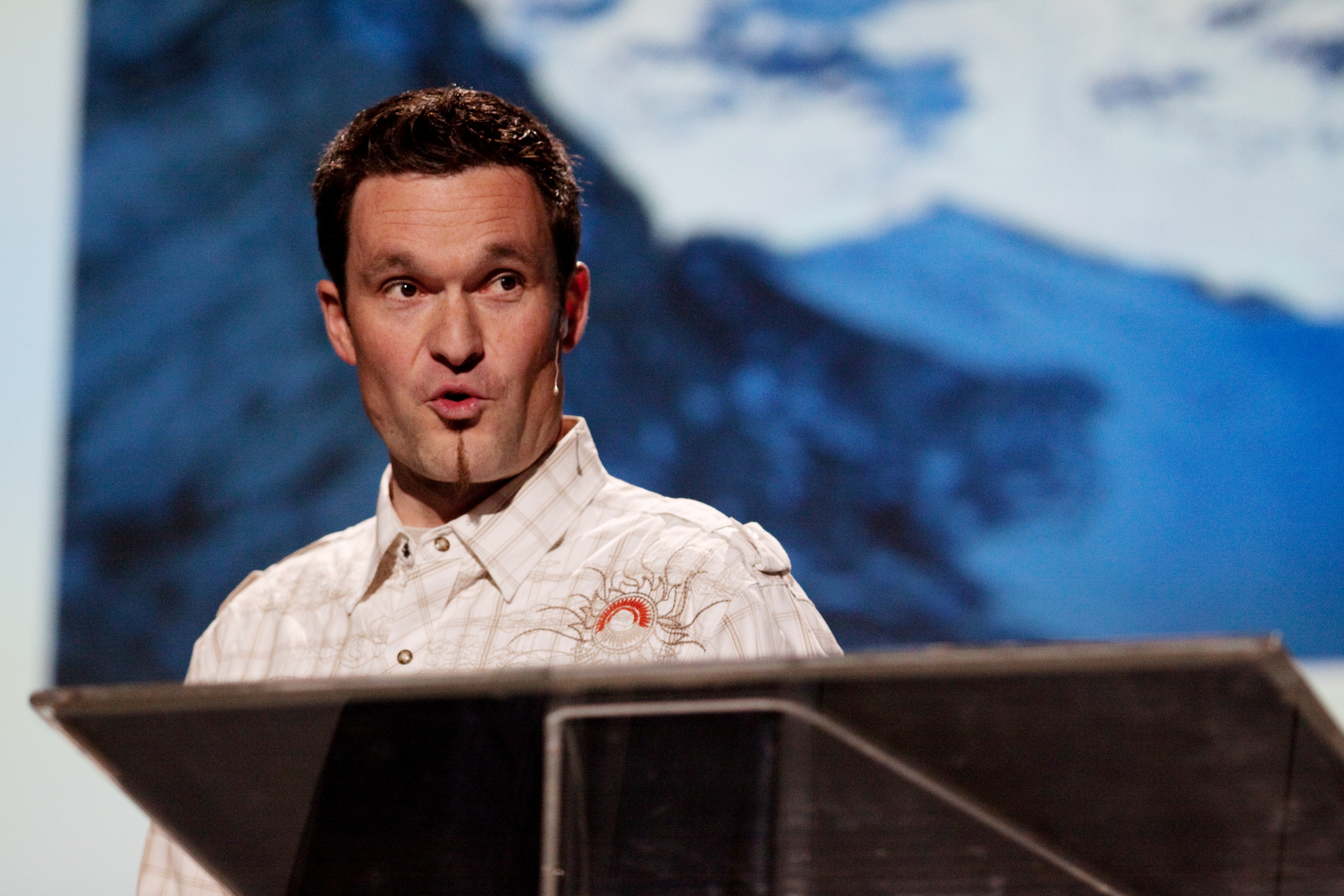
Ueli Gegenschatz (1971–2009)

- Gegenwarth, Richard (1894–1964), deutscher Politiker (BP), MdL Bayern
- Gegerfelt, Wilhelm von (1844–1920), schwedischer Landschafts- und Marinemaler
- Gegeschidse, Wladimer (* 1987), georgischer Ringer
- Gegetschkori, Ewgeni († 1954), georgischer Politiker

### Gegg
- Gegg, Johann Baptist (1664–1730), Weihbischof in Worms
- Geggel, Heinz (1921–2000), deutscher Journalist und Parteifunktionär (SED)
- Geggus, Roland (1948–2011), deutscher Basketballfunktionär

### Gegi
- Gegi, altägyptischer Beamter der 6. Dynastie
- Gegić, Abdulah (1924–2008), jugoslawisch-türkischer Fußballtrainer

### Gegn
- Gegner, Jana (* 1985), deutsche Inline-Speedskaterin

### Gego
- Gego (1912–1994), deutsch-venezolanische Künstlerin
- Gego, Arno (1938–2022), deutscher Maschinenbauingenieur und Pferdesportfunktionär
- Gegout, André (1904–1976), französischer Eisschnellläufer

### Gegp
- Gegprifti, Llambi (1942–2023), albanischer kommunistischer Politiker

### Gegu
- Gegus, Gusztáv (1855–1933), ungarischer Jurist und Minister
- Gegusin, Jakow Jewsejewitsch (1918–1987), sowjetischer Physiker
- Gegužinskas, Gintautas (* 1961), litauischer Politiker, Bürgermeister der Rajongemeinde Pasvalys

### Gegz
- Gėgžnas, Romualdas (* 1955), litauischer Manager und Politiker, Seimas-Mitglied und Vizeminister der Finanzen